# Легань
Легань — річка в Україні, у межах Сумського району Сумської області. Ліва притока Псла (басейн Дніпра).

## Опис
Довжина річки 30 км. Долина трапецієподібна, в середній та нижній течії неглибока. Заплава двобічна, у верхній течії місцями заболочена. Річище слабозвивисте, місцями випрямлене. Споруджено кілька ставків.

## Розташування
Легань бере початок на південь від села Малий Вистороп. Тече спершу на північ, у межах села Великий Вистороп, утворюючи велику дугу, повертає на південь і далі — на південний захід. У пригирловій частині тече на захід. Впадає до Псла біля північної околиці села Бишкінь. 
Основна притока: Ревка (ліва).